# Klein Santa Martha
Klein Santa Martha, Klein Sta. Martha – osada (wijk) miejscowości Soto w dystrykcie Bandabou, w kraju autonomicznym Curaçao, należącym do Holandii, w Ameryce Południowej. 20 października 2023 r. liczyła 220 mieszkańców.  